# Lande (Ligne)
Die Lande ist ein Fluss in Frankreich, der im Département Ardèche in der Region Auvergne-Rhône-Alpes verläuft. Sie entspringt westlich von Haute Valette, im Gemeindegebiet von Lentillères, entwässert anfangs in südöstlicher, später in südlicher Richtung und durchquert den Regionalen Naturpark Monts d’Ardèche. Nach rund 20 Kilometern mündet sie im Gemeindegebiet von Uzer als linker Nebenfluss in die Ligne.

## Orte am Fluss
(Reihenfolge in Fließrichtung)
- Haute Valette, Gemeinde Lentillères
- Chazeaux
- Vinezac
- Uzer